# Kanosero

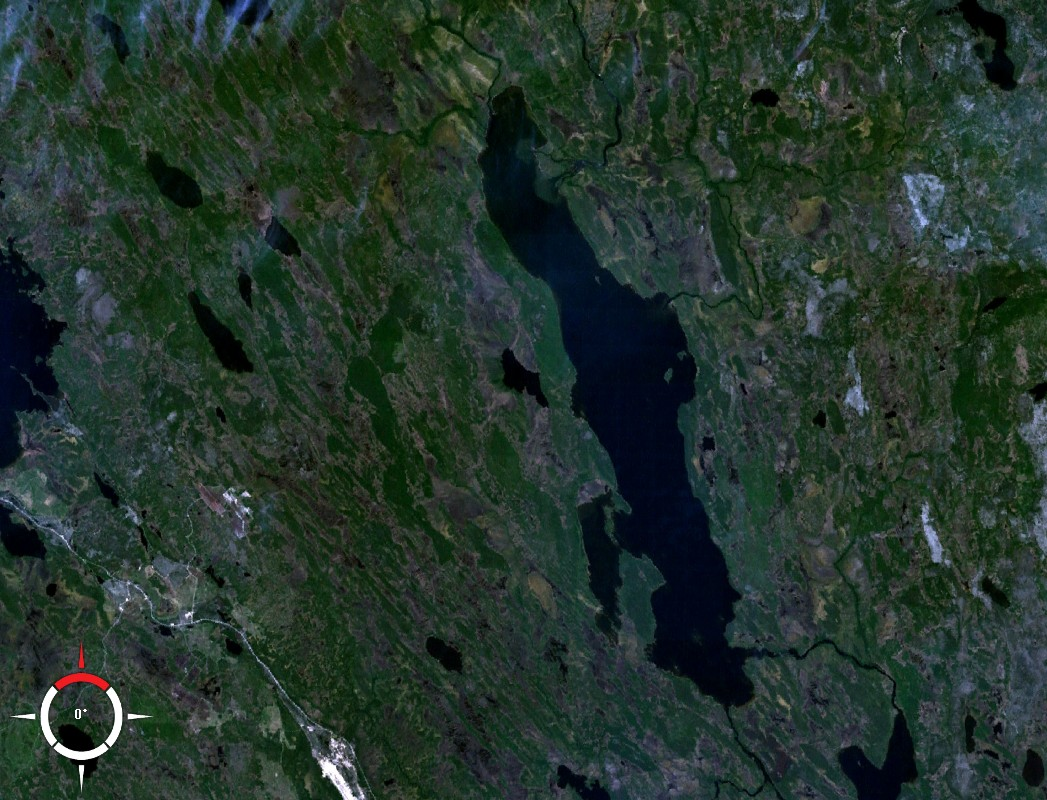
Satellitenbild des Kanosero

Der Kanosero (russisch Канозеро, Кано́зеро) ist ein See im Südwesten der Halbinsel Kola in der russischen Oblast Murmansk.
Der See hat eine Fläche von 84,3 km² und liegt auf einer Höhe von 52 m. Er hat eine Länge von 32 km und eine maximale Breite von 6 km. Die Umba (Умба) durchfließt den Kanosero von Norden nach Süden. Weitere Zuflüsse des Kanosero sind Kana (Кана), Muna (Муна) und Tschornaja (Чёрная). Den See verlassen die beiden Abflüsse Kiza (Кица) und Rodwinga (Родвинга), die sich im 10 km südlich gelegenen See Pontschosero wieder zur Umba vereinigen, die schließlich in das Weiße Meer mündet.
Zwischen Ende Oktober und Ende Mai ist der Kanosero eisbedeckt.
Auf einer Insel im Südwestteil des Sees wurden im Jahr 1997 Felszeichnungen gefunden. Diese Petroglyphen sind das Ziel der Reise der Protagonistin im Film Abteil Nr. 6 von Juho Kuosmanen.